# Zochenreuth
Zochenreuth ist ein Gemeindeteil der Gemeinde Aufseß im Landkreis Bayreuth (Oberfranken, Bayern). Die Gemarkung Zochenreuth hat eine Fläche von 1,977 km². Sie ist in 177 Flurstücke aufgeteilt, die eine durchschnittliche Flurstücksfläche von 11170,13 m² haben.

## Geografie
Das Dorf Zochenreuth befindet sich etwa vier Kilometer südsüdöstlich von Aufseß und liegt auf einer Höhe von 440 Metern.

## Geschichte
Durch die zu Beginn des 19. Jahrhunderts im Königreich Bayern durchgeführten Verwaltungsreformen wurde der Ort zu einem Bestandteil der Ruralgemeinde Hochstahl. Im Zuge der Gebietsreform in Bayern wurde Zochenreuth dann zusammen mit nahezu der gesamten Gemeinde Hochstahl nach Aufseß eingemeindet.

## Baudenkmäler
Siehe: Liste der Baudenkmäler in Zochenreuth

## Verkehr
Die KreisstraßeBT 34 bindet Zochenreuth hauptsächlich an das öffentliche Straßennetz an, sie durchläuft den Ort von Hochstahl im Nordnordwesten her kommend in südsüdöstlicher Richtung nach Breitenlesau. Eine Gemeindestraße führt zu den beiden Wiesenttaler Gemeindeteilen Rauhenberg und Draisendorf, die südsüdwestlich von Zochenreuth liegen. Eine weitere Gemeindestraße verläuft in nordnordöstlicher Richtung zur Staatsstraße 2188, in die sie bei Dörnhof einmündet.